# جيري وايت (مؤرخ)
جيري وايت (بالإنجليزية: Jerry White)‏ هو مؤرخ بريطاني، ولد في 1949 في دورست في المملكة المتحدة.